# Collada de Molar
La Collada de Molar és una collada de la Vall de Lord situada a cavall dels termes municipals de Guixers, al Solsonès, i de Gósol, al Berguedà.